# طراد إس إم إس ليبزيغ
إس إم إس ليبزيغ' (بالألمانية: SMS Leipzig ) طراد مدرع تابع للبحرية الإمبراطورية الألمانية سمِّي بهذا الاسم تيمنًا بمدينة لايبزيغ.